# Şabanlı
Şabanlı è un comune dell'Azerbaigian situato nel distretto di Cəlilabad. Conta una popolazione di 1 253 abitanti.